# Harburg (stadsdelsområde)

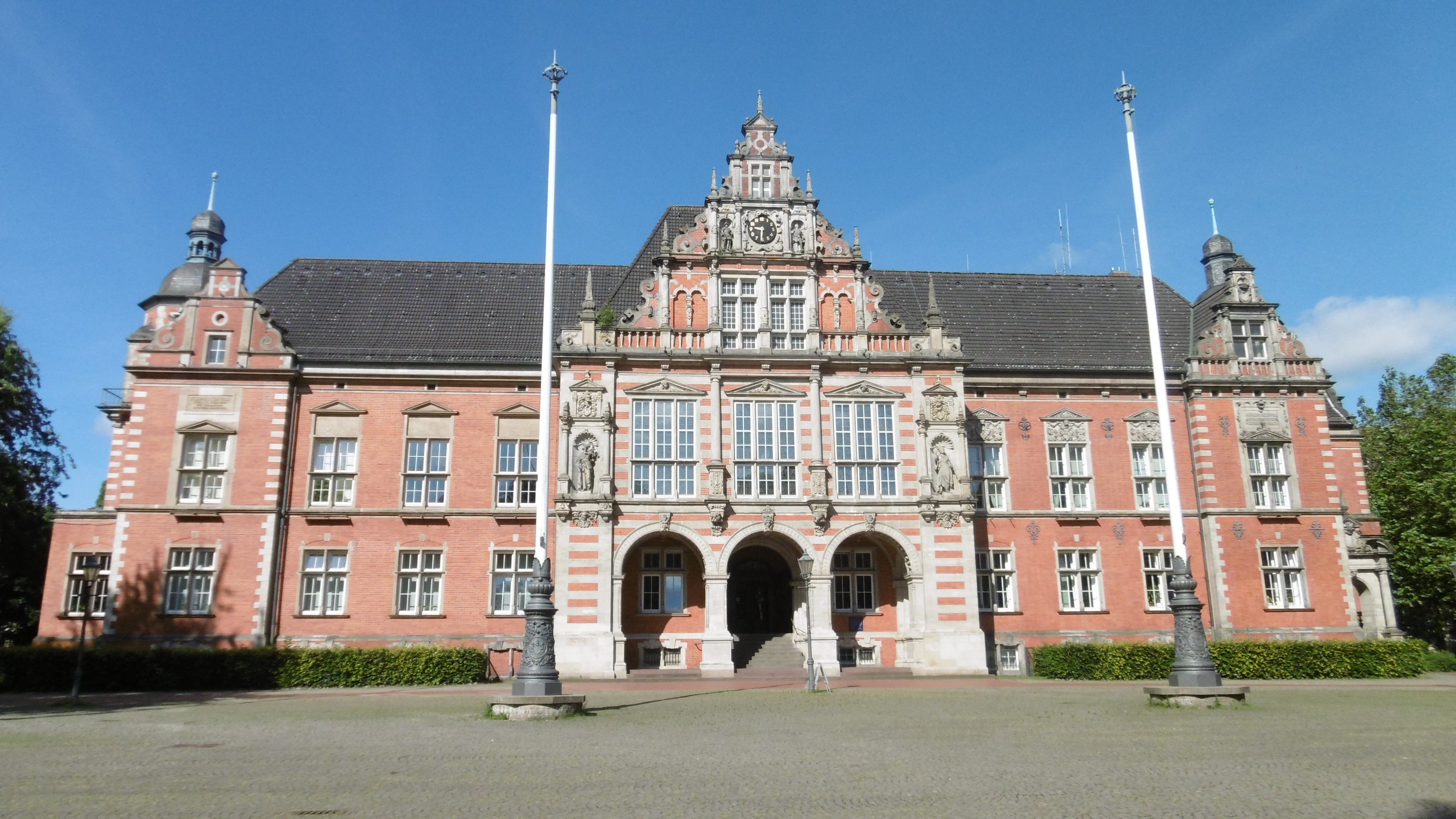
Harburgs rådhus

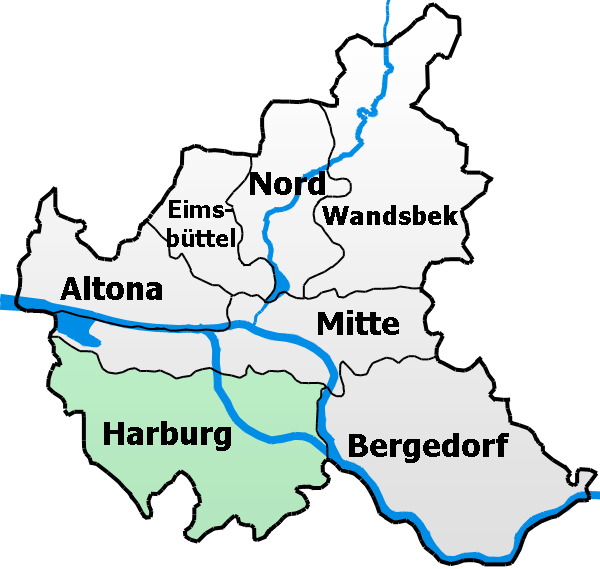
Stadsdelsområde Harburg i Hamburg

Harburg (Bezirk Harburg) är det sydvästra av de sju distrikten i Hamburg. Namnet kommer från den tidigare självständiga staden och dagens stadsdel Harburg. Fram till att stadsdelen Wilhelmsburg omklassificerades till distriktet Hamburg-Mitte 2008 var Harburg det största distriktet i Hamburg.
Söder om floden Elbe ligger Harburg, en färgstark blandning av både urbana och stadsliknande stadsdelar och moderna containerterminaler i Hamburgs hamn i norr. Efter att ha fått stadsrättigheter 1297 var Harburg en självständig stad tills den administrativt kopplades till Hamburg 1937. Idag innehåller distriktet Hamburg-Harburg 17 stadsdelar. Här finns bl.a Hamburgs tekniska universitet.

## Stadsdelar
- Altenwerder
- Cranz
- Eissendorf
- Francop
- Gut Moor
- Harburg
- Hausbruch
- Heimfeld
- Langenbek
- Marmstorf
- Moorburg
- Neuenfelde
- Neugraben-Fischbek
- Neuland
- Rönneburg
- Sinstorf
- Wilstorf